# 村井一俊
村井 一俊（むらい　かずとし、1971年7月9日 - ）は、東京都出身の元サッカー選手、サッカー指導者。

## 来歴
東京都の正則学園高等学校から、日本サッカーリーグに所属する東邦チタニウムに入部。その後は指導者として、長く柏レイソルの若手育成に当たった。
2012年、サンフレッチェ広島F.Cのジュニア監督に就任した。
2015年1月15日、ロアッソ熊本のジュニアユース コーチに就任した。

## 所属クラブ
- 正則学園高等学校
- 東邦チタニウム

## 指導歴
- 1992年 - 2011年 柏レイソル
  - 1992年 - 1998年 ジュニア コーチ
  - 1999年 ジュニアユース コーチ
  - 2000年 - 2002年 ジュニア コーチ
  - 2003年 ジュニアユース コーチ
  - 2004年 - 2005年 ジュニア コーチ
  - 2005年 - 2007年 ジュニアユース コーチ
  - 2008年 - 2010年 ジュニア コーチ
  - 2011年 アカデミー コーディネーター
- 2012-2014年 サンフレッチェ広島F.Cジュニア監督
- 2015年 - ロアッソ熊本 ジュニアユース コーチ